# Eilema perdentata
Eilema perdentata är en fjärilsart som beskrevs av Druce 1899. Eilema perdentata ingår i släktet Eilema och familjen björnspinnare. Inga underarter finns listade i Catalogue of Life.